# Certosa di Pesio

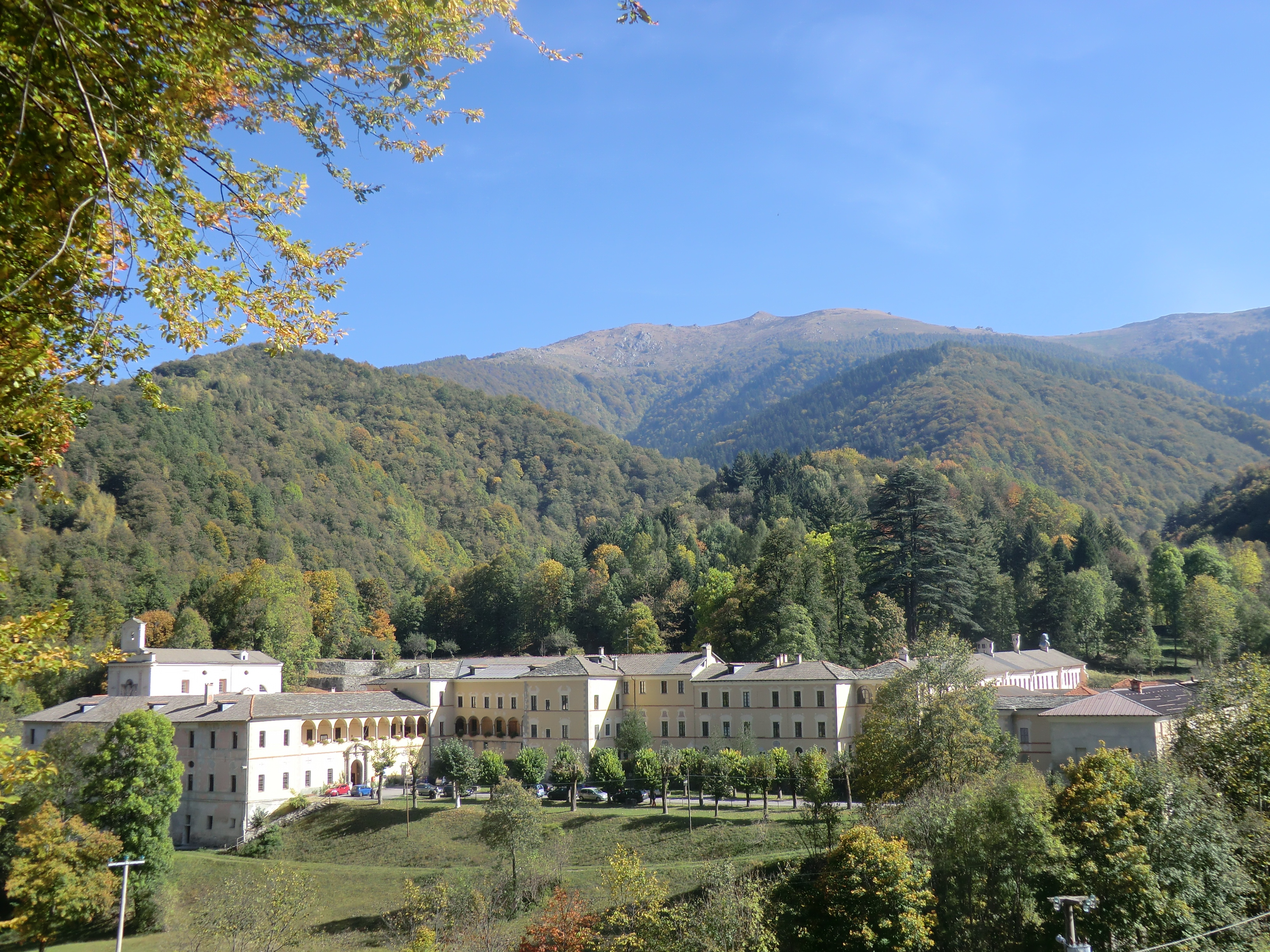
Certosa Pesio

Certosa di Pesio ist ein Ort in den Ligurischen Alpen (nordwestliches Italien) am Oberlauf des Pesio, etwa 12 km südlich (oberhalb) von Chiusa di Pesio, zu dessen Gemeinde es gehört.
Der auf etwa 2.200 m Meereshöhe entspringende Fluss hat hier ein Gefälle von 1800 Höhenmeter auf nur 10 km. Hier liegt das Naturschutzgebiet Parco naturale del Marguareis.
Koordinaten: 44° 14′ 27″ N, 7° 39′ 43″ O